# 향신료 무역

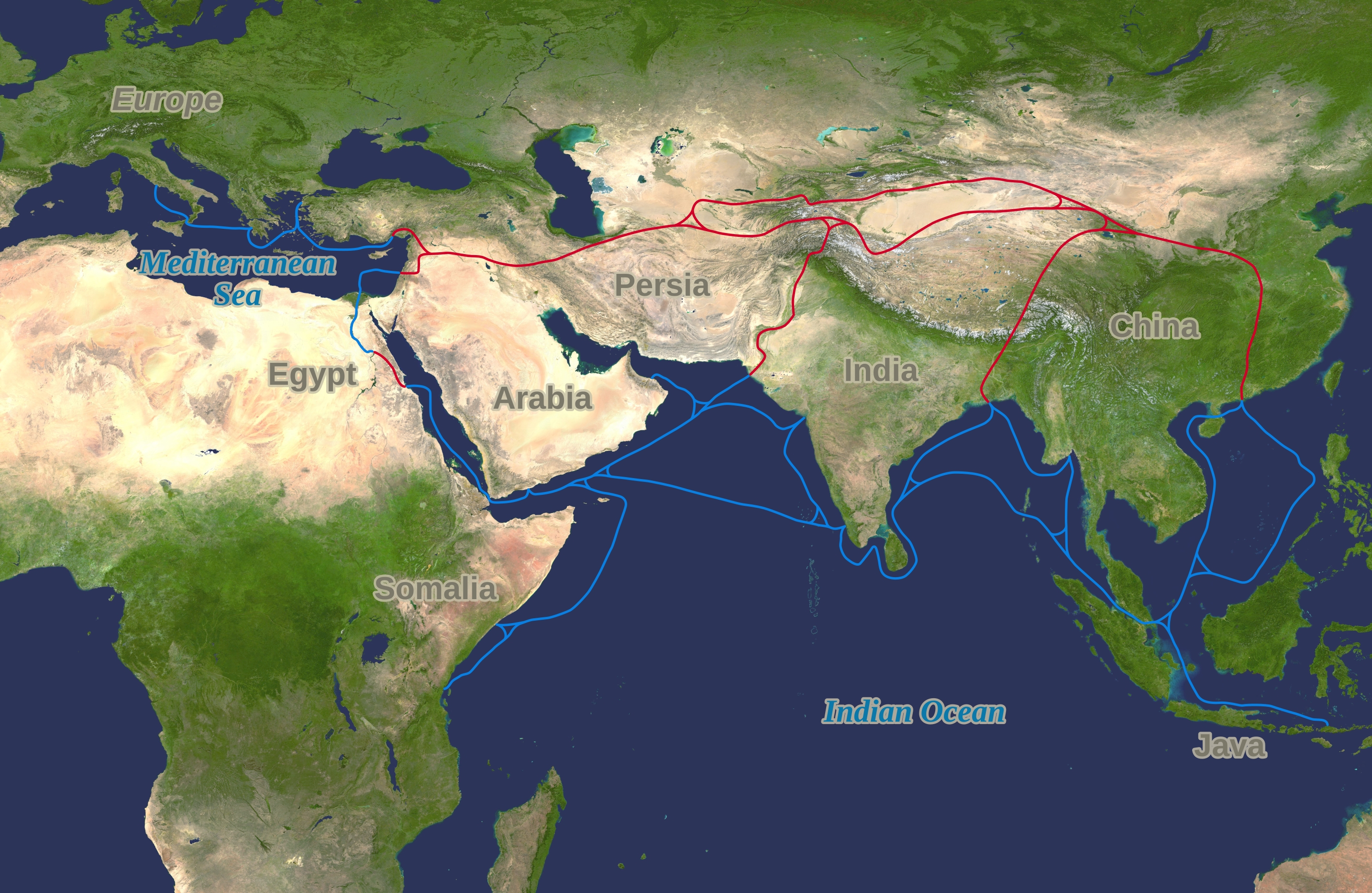
경제적으로 중요한 비단길(빨간색)과 향신료 무역로(파란색)는 1453년 경에 비잔틴 제국의 멸망과 함께 오스만 제국에 의해 봉쇄됐으며, 이는 아프리카 해상 무역로 개척을 위한 탐험의 자극제가 됐고 대항해시대를 열었다.

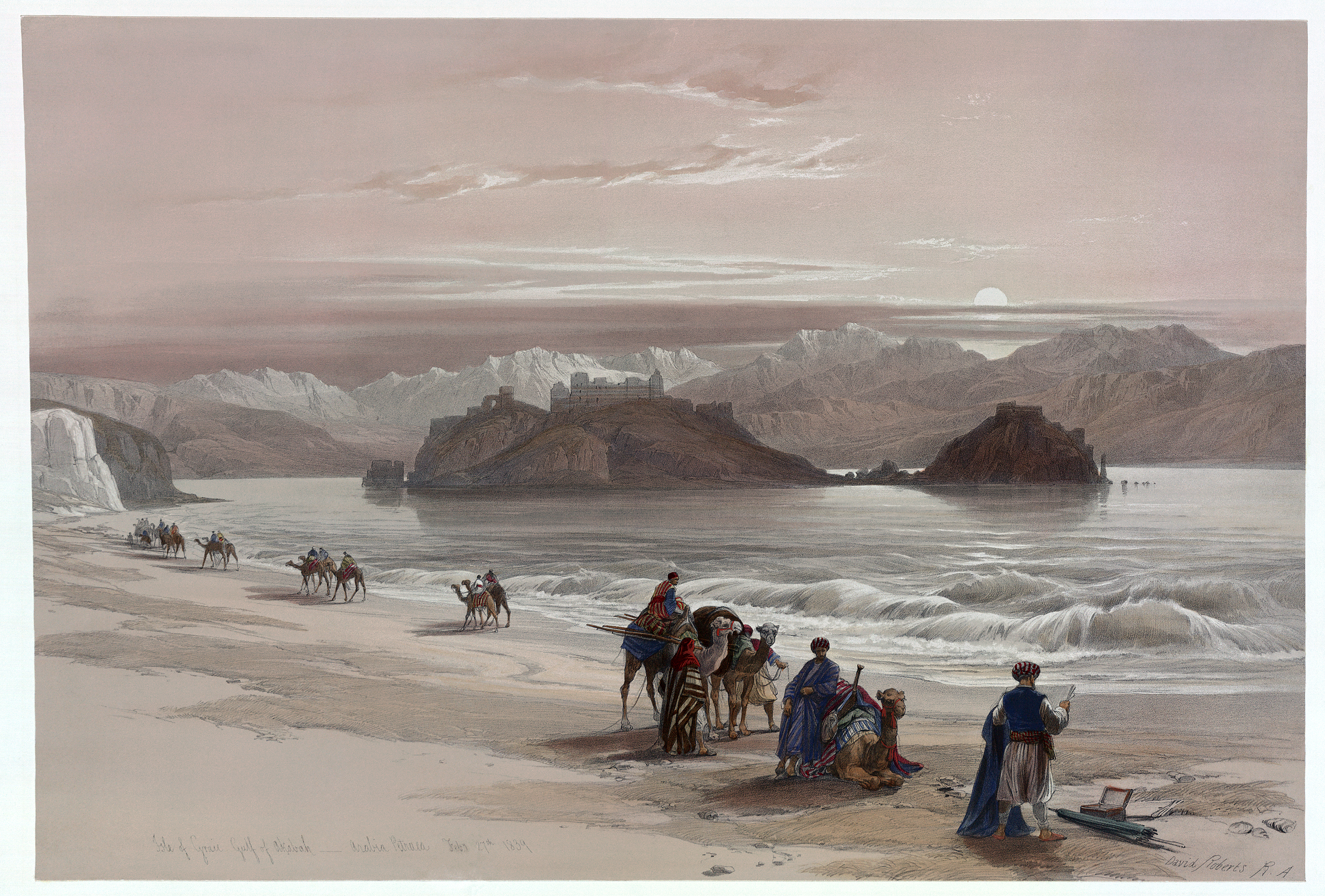
아카바만의 그라이아섬을 지나가는 카라반. 루이 아그, 1839년

향신료 무역(香辛料貿易, 영어: spice trade)은 아시아와 동북 아프리카, 유럽의 문명 사이에서의 무역을 말한다. 일찍이 동양에서는 계피와 카다멈, 생강, 울금 등이 무역의 대상이었다. 이 향신료들은 기원전에 중동에 전해졌으며, 상인들은 향신료의 정확한 원산지를 숨기고 환상적인 이야기와 결합시켰다. 500년 경에 인도와 스리랑카로 가는 해상 무역로는 홍해의 해상 교역 세력으로 성장한 인도인과 에티오피아인들이 지배했다. 악숨 왕국은 1세기가 오기 전에 홍해 무역로를 개척했다. 7세기 중엽에 이슬람 세력의 확장은 이집트와 수에즈를 통과하는 카라반의 육상 무역로를 차단했고, 악숨 왕국과 인도에서 오는 유럽의 무역 공동체를 분열시켰다.
아랍 상인들은 결국 1453년 오스만 제국이 무역로를 다시 끊어놓기 전까지 레반트와 베네치아의 상인들을 통해 유럽으로 물품을 날랐다. 육상 무역은 초기에 향신료 무역에 도움이 됐으나, 해상 무역은 상업 활동의 커타란 발전을 이끌었다. 중세 중후반기에 아랍 상인들은 인도양을 통한 해상 향신료 교역을 독점했고, 동양의 향신료 원산지와 판로를 구축해 유럽으로 가는 육상 무역로가 있는 페르시아만과 홍해로 향신료를 날랐다.
대항해시대에 이르러 향신료, 특히 후추 무역은 유럽 상인들에게 영향력이 큰 활동이 됐다. 1498년 포르투갈의 항해자이자 탐험가 바스쿠 다 가마가 유럽에서 희망봉을 거쳐 인도양으로 가는 길을 개척해내 새로운 무역로를 만들었다.
중세 말엽부터 근세까지 세계 경제를 발전시킨 향신료 무역은 유럽이 동양보다 우세하게 만들었다. 벵골만과 같은 해상로는 많은 나라들이 향신료 무역의 지배권을 얻기 위해 다투는 과정에서 다양한 문화 사이에서 문화적, 상업적 교류가 벌어지는 가교 역할을 했다.

## 기원

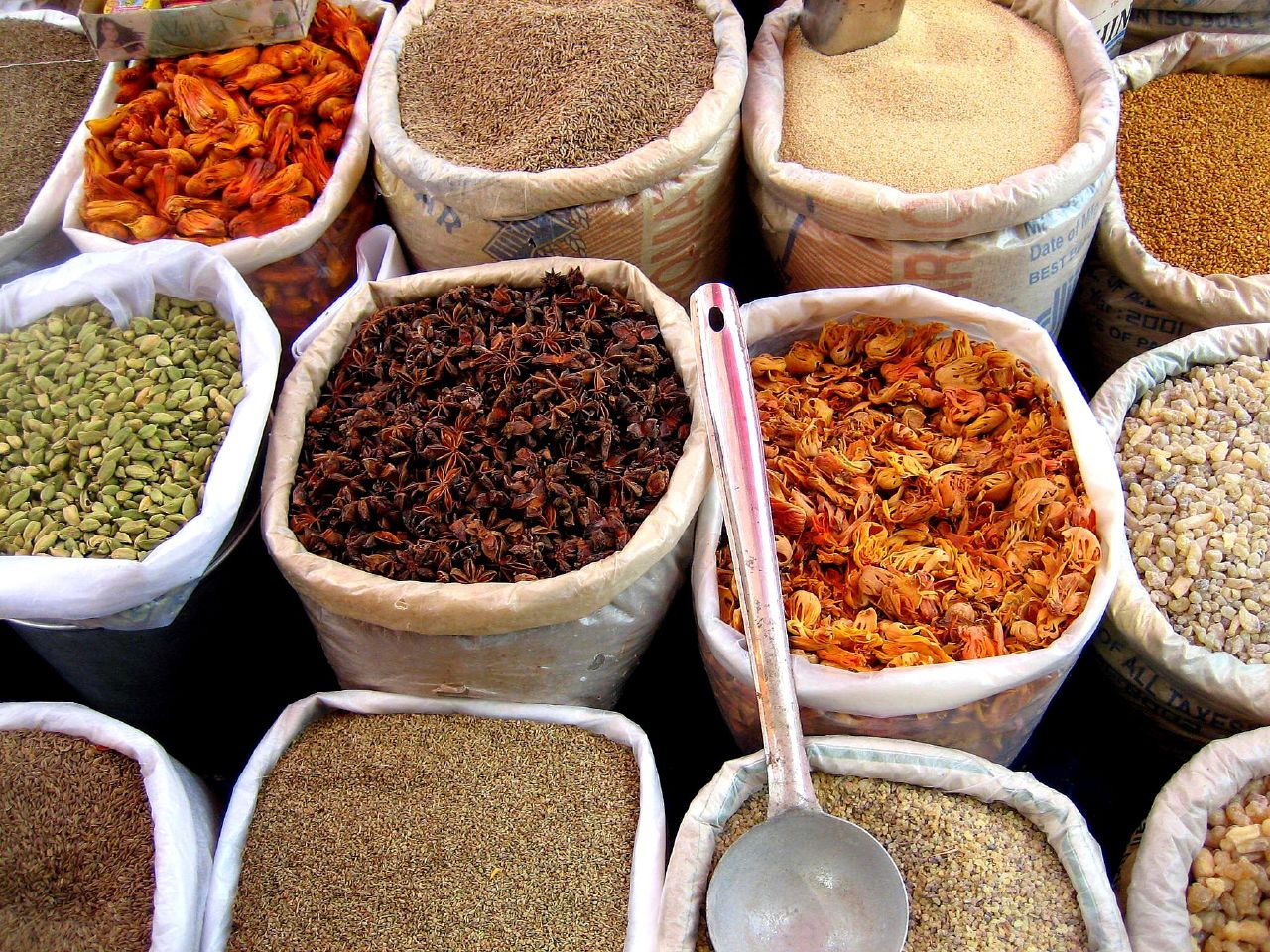
인도의 향신료 무역은 프톨레마이오스 왕조와 로마 제국의 주목을 받았다.

이집트인들은 아라비아 반도에서 홍해를 통해서 향신료를 가지고 왔다. 무역로를 통해서 거래된 호화 상품으로는 인도 향신료와 흑단, 비단, 직물 등이 있었다. 프톨레마이오스 왕국은 홍해의 항구들을 통해서 인도와의 무역을 발전시켰다.
신석기 시대 사람들은 기원전 제9천년기부터 향신료와 흑요석, 보석, 조개껍질이나 다른 귀중품들을 거래했다. 기원전 제3천년기에 이집트인들은 소말리아 북쪽, 지부티, 에리트레아, 수단 동해안 쪽에 있었다고 생각되는 푼트의 땅과 교역했다.
기원전 제1천년기에 아랍인들과 페니키아인, 인도인, 유대인들은 육로와 홍해와 인도양의 해상 무역로에서 향신료, 금, 보석, 가죽, 흑단, 진주와 같은 호화 상품을 교역했다. 홍해 해상 무역로는 바브엘만데브 해협에서 나일강을 거쳐 배를 통해 알렉산드리아로 이어졌다. 육로는 서아라비아의 사막을 낙타를 이용해 이어졌다. 인도네시아인들은 쌍동선을 타고 인도양의 편서풍을 이용해 향신료, 주로 계피를 동아프리카에서 교역했다.
기원전 제1천년기 후반에 서남 아라비아 반도의 부족들은 남아라비아에서 지중해로 가는 육상 무역로를 장악했다. 북쪽에서 나바테아 왕국은 네게브 사막을 가로질러 페트라에서 가자로 가는 무역로를 장악했다. 무역은 아랍 부족들을 부유하게 만들었다. 그리스인들은 남아라비아를 행복한 아라비아(Arabia Eudamon)라고 불렀고, 죽기 전의 알렉산드로스 대왕의 정복 현안에 있었다. 인도인들과 아랍인들은 인도양 무역을 지배했다. 기원전 2세기 후반에 프톨레마이오스 왕국에서 온 그리스인들은 인도인들로부터 계절풍을 타고 아덴에서 인도 서해안으로 바로 항해해서 가는 법을 배웠고, 해상 무역을 지배하게 됐다.

## 로마 제국 시기

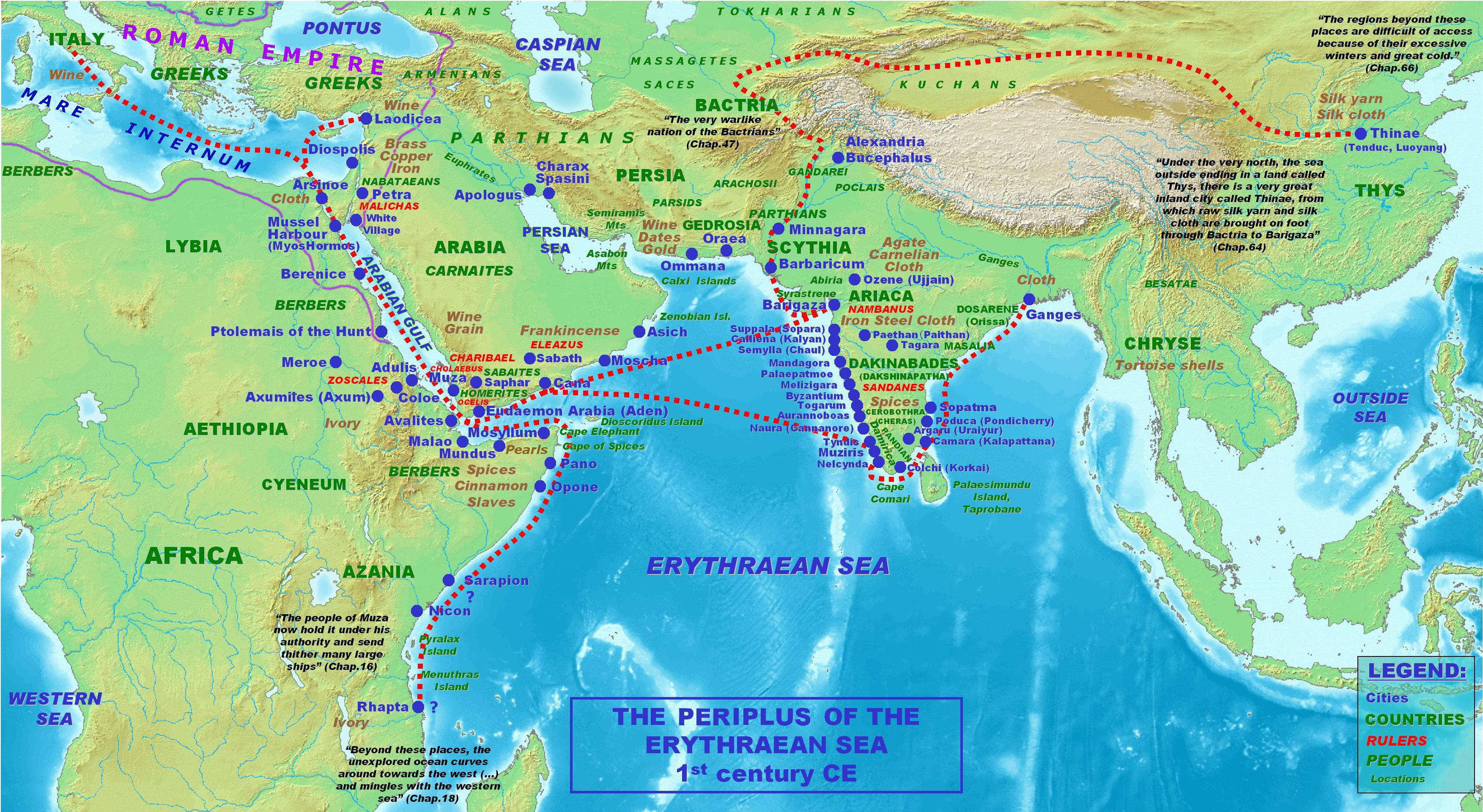
1세기 경 로마의 인도 해상 무역로

로마의 속주 가운데 하나인 아이깁투스의 성립과 함께 로마는 이미 존재하던 인도 무역을 더 발전시켰다. 인도 무역은 1세기 전부터 홍해 무역로를 개척했던 해상 무역 강국인 악숨 왕국에서 고안된 기술에 의존했다. 악숨 왕국이 기원전 30년과 기원후 10년 사이에 로마와 마주했을 때, 그들은 로마 상인들과 아라비아해의 계절풍을 이용하는 법을 공유했고, 7세기 중엽까지 우호적인 관계를 유지했다.
기원전 80년, 알렉산드리아는 인도 향신료 무역에서 그리스 로마 문명으로 가는 중요한 관문이 됐다. 어느 한 세력이 남아시아의 해상 무역로를 지배하지 않았으며, 다양한 경로를 통해 동양의 향신료들이 인도의 주요 항구들로 왔다.
케임브리지 아프리카 역사(The Cambridge History of Africa, 1975)는 다음과 같이 기술하고 있다.
| “ | 아라비아와 인도의 향신료 무역은 매우 중요하게 됐고, 그리스인들은 처음으로 인도와 직접 무역을 하기 시작했다. 인도로 가는 해상 무역로의 발견 또는 재발견은 프톨레마이오스 8세(기원전 116년 사망)의 통치 시기 말엽에 해상 무역로 개척을 위해 보내진 키지코스의 에우독소스의 공으로 여겨진다. 에우독소스는 인도로 두 번 항해했고, 그 뒤 아프리카 주변을 항해해 프톨레마이오스의 지배권에서 벗어나 인도로 가는 새로운 길을 개척하려고 했으나 실패했고, 프톨레마이오스의 고용주들과 다툰 뒤 사망했다. 기원전 115년 경에 서남 아라비아의 사바 왕국이 멸망하고 힘야르 왕국이 세워지며 이 시기에 아랍 세력이 약해졌고, 아마 이에 이집트와 인도의 직접적인 접촉이 이루어지게 됐다. 계피, 후추 등의 동양 향신료들의 이집트 수입은 매우 증가했고, 인도양 무역이 소규모로 남아있었지만 매년 스무 척 미만의 이집트 상선들이 위험을 무릅쓰고 홍해 밖으로 나왔다. | ” |

인도와 그리스 로마 문명의 무역은 계속 증가했고, 이 무역에서 향신료가 비단과 다른 품목을 제치고 인도에서 서양으로 오는 주요 수입품이었다.
자와섬과 보르네오 섬에서는 인도 문화의 전래로 인해 향료의 수요가 생겼다. 전초 기지가 된 이 항구들은 후에 중국과 아랍의 시장으로서 역할을 수행했다.
이슬람교가 전래되기 전의 메카는 로마인들의 호화 상품 수요로부터 이익을 얻기 위해 오래된 무역로를 계속해서 사용했다. 메카 사람들의 참여한 수출품은 아라비아의 유향, 동아프리카의 상아, 금, 인도의 향신료, 중국의 비단 등이다.

## 아랍 무역과 중세 유럽

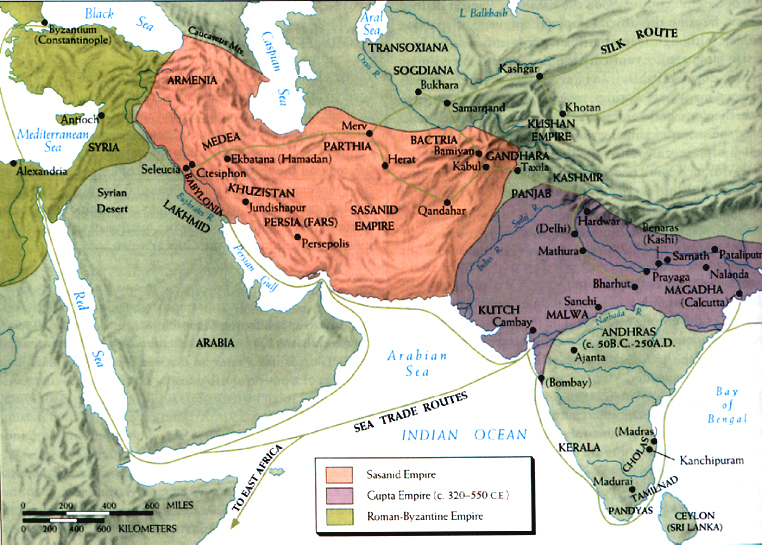
인도에서 페르시아만과 콘스탄티노폴리스로 가는 해상 무역로

서남 인도에서 서남 이탈리아로 가는 홍해 무역로

로마는 5세기에 향신료 무역에 참여했으나 아랍과는 달리 중세까지 유지하지 못했다. 이슬람 세력의 성장은 이집트와 수에즈를 통과하는 카라반의 육상 무역로를 차단했고, 특히 이집트 출신의 아랍 상인들이 레반트에서 유럽으로 물품을 날랐다.
향신료 무역은 아바스 왕조에게 큰 부를 안겨 주었으며, 심지어 신밧드의 모험과 같은 유명한 전설까지 만들어냈다. 이 초기 상인들과 항해자들은 바스라 항구에서 출발해 수많은 항해를 거친 뒤 바그다드로 돌아와 상품을 팔았다.
인도의 동남아시아와의 상업 교류는 7세기와 8세기에 아랍과 페르시아의 상인들에게 중요한 역할을 했다고 증명됐다. 주로 예멘과 오만의 항해자들의 후손이었던 아랍 상인들은 인도양 해상 무역로를 독점했고, 동양의 향신료 원산지인 비밀의 "향신료섬"(말루쿠 제도와 반다 제도)과 판로를 구축했다. 말루쿠 제도는 몇몇 문헌에서 언급이 되는데, 자와섬 연대기(1365)는 말루쿠 제도를 말로코(Maloko)로 나타내고, 14세기와 15세기의 항해 서적은 몰루카 제도에 대한 아랍의 최초의 정확한 언급을 담고 있다. 16세기의 아랍 항해자 술라이만 알 마흐리는 그의 책에서 다음과 같이 서술했다.
| “ | 자와섬의 남쪽에는 티모르라고 불리는 많은 섬들이 있으며 티모르 동쪽에는 역시 반담이라고 불리는 많은 섬들이 있다. 반담에는 백단향과 침향, 육두구가 난다. 자와섬 주변이 말루쿠 제도라고 불리며 이 섬은 정향 제도라고도 불린다. | ” |

말루쿠 제도의 향신료들은 코지코드나 스리랑카를 거쳐 인도의 대형 상회로 배송됐다. 그곳에서 아라비아 반도의 항구나 페르시아만, 제다, 홍해, 그리고 가끔 동아프리카의 항구로 배송돼 장례식에서의 향을 포함한 다양한 용도로 쓰였다. 아바스 왕조는 인도와 중국으로 가는 통관항으로 알렉산드리아, 아덴, 다미에타, 시라프 항 등을 사용했다. 인도에서 아덴 항에 도착하는 상인들은 예멘의 술탄 우바이드 알라 이븐 지야드에게 사향, 장뇌, 용연향, 백단향 등을 바쳤다.
이븐 후르다드베(850), 이샤크 빈 이마란(907), 알 가피키(1150), 알 칼카샨디(14세기)는 그들의 문헌에서 인도 향신료 수출에 대해서 서술한다. 당나라의 승려이자 탐험가 현장은 푸리에 대해서 "상인들이 먼 나라로 떠난다."라고 언급했다.
아랍에서 지중해 해안까지는 육로를 사용했다. 8세기부터 15세기까지 베네치아 공화국과 인근의 해상 공화국들은 유럽과 서남아시아와의 무역을 독점했다. 향신료와 향료, 향초, 마약, 아편 들을 포함하는 비단과 향신료 무역은 지중해 연안의 도시 국가들을 매우 부유하게 해 주었다. 향신료들은 매우 값비싼 물품이었고 중세에 약으로 사용되며 수요가 많았다. 향신료들은 모두 아시아와 아프리카에서부터 수입했다. 베네치아 상인들은 성장한 오스만 제국이 1453년 콘스탄티노폴리스를 함락해 중요한 육로와 해상 무역로를 막기 전까지 상품을 유럽에 유통시켰다.

## 대항해시대

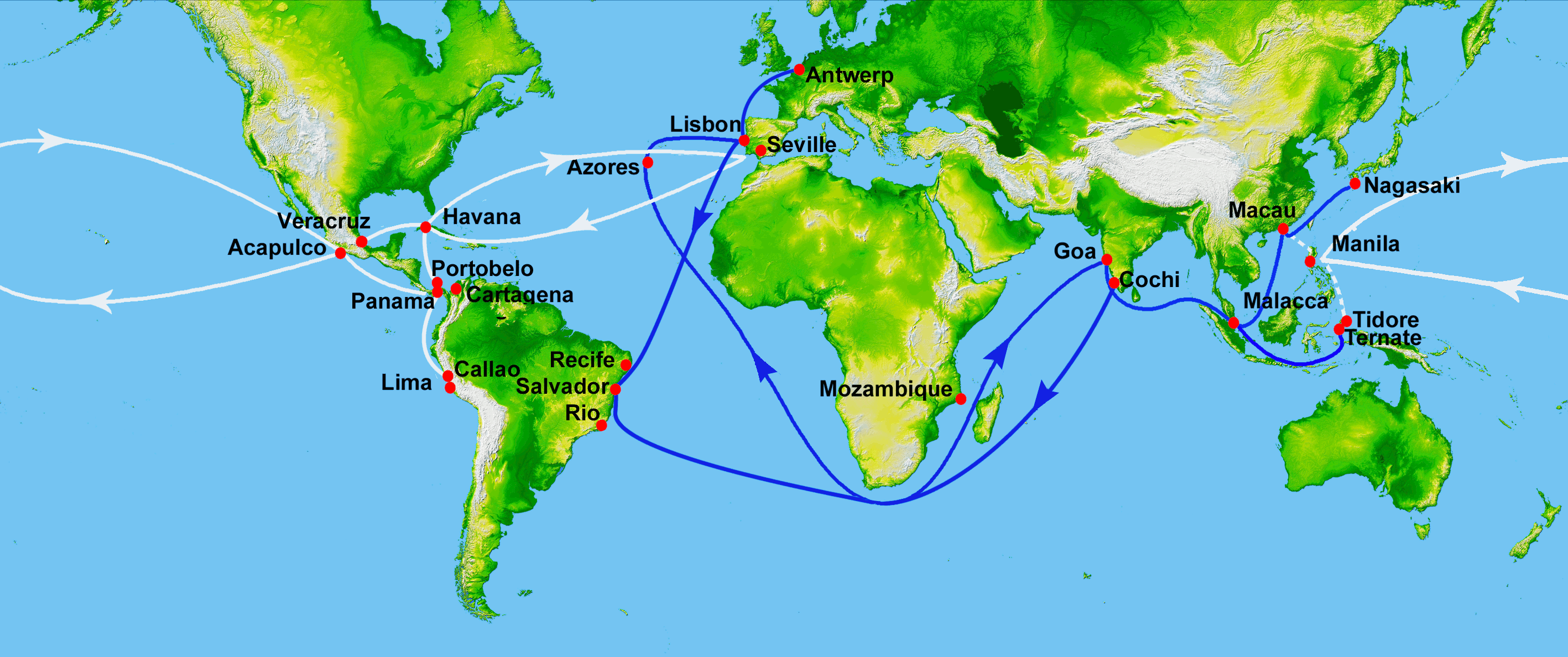
1498년 바스쿠 다 가마의 항해 이후의 포르투갈 인도 함대의 상양 무역로(파란색)와 1568년에 형성된 스페인 보물 함대 및 마닐라 갈레온의 무역로(흰색)

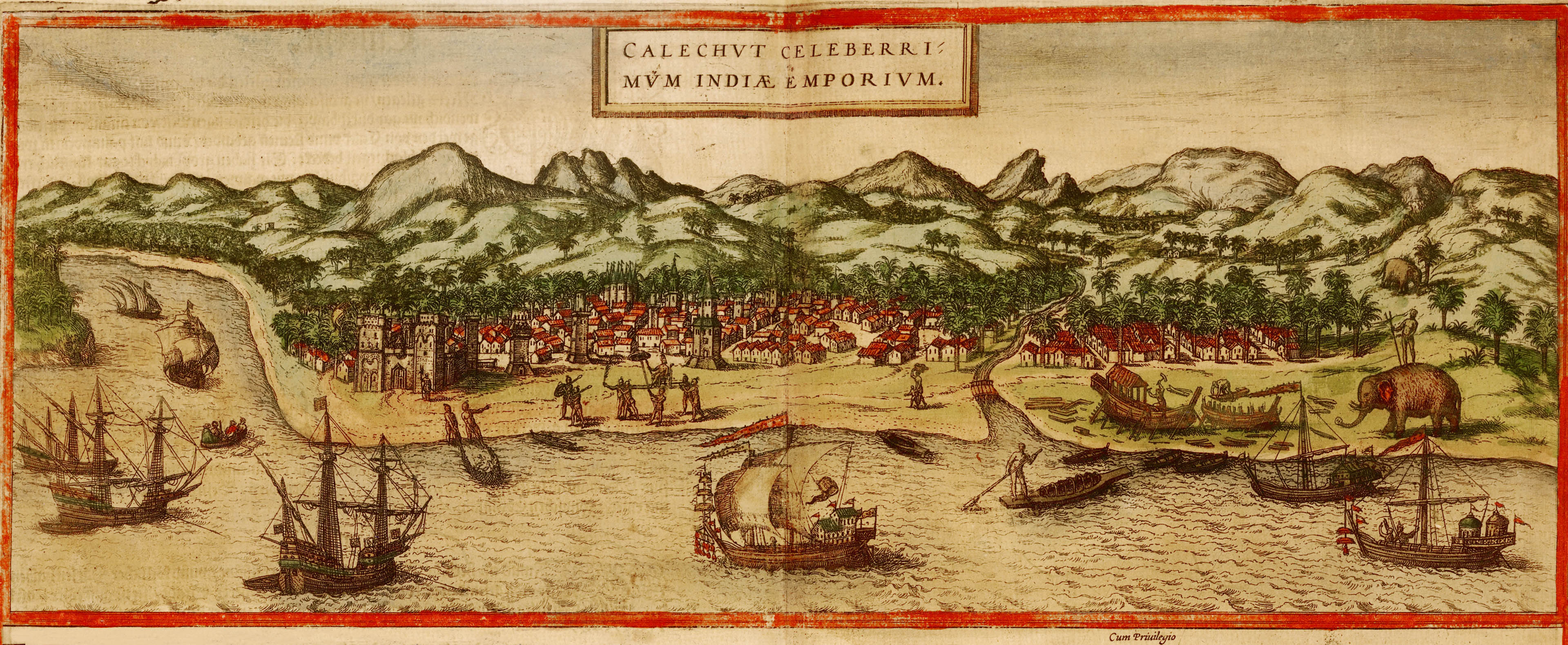
말라바르 해안에서 바라본 코지코드(캘리컷). 게오르크 브라운, 프란츠 호겐베르크, 1572년

베네치아 공화국은 동양 향신료 무역에서 대단한 힘을 얻게 됐고, 중요한 역할을 수행했다. 베네치아 공화국의 향신료 무역 독점을 무너뜨리기 위해 다른 세력들은 해양력을 키우기 시작했다. 향신료 무역의 커다란 성과 가운데 하나는 유럽인들에 의한 아메리카 대륙의 발견이었다. 15세기 중반까지 동양과의 무역은 비단길을 통해 이루어졌고, 비잔틴 제국과 베네치아와 제네바의 도시 국가들이 중개 역할을 했다. 그러나 1453년 오스만 제국이 콘스탄티노폴리스를 함락하며 비잔틴 제국을 멸망시켰다. 그 당시에 존재하는 유일한 향신료 무역로를 독점한 오스만 제국은 서양으로 향하는 상품에 막대한 양의 세금을 부과했다. 동양과의 수익이 좋은 무역을 위해 비(非) 기독교 팽창주의의 오스만 제국에게 의존하고 싶지 않던 서유럽 나라들은 아프리카 주변으로 항해하는 다른 해상 무역로를 찾아 나섰다.
아프리카를 일주하기 위한 첫 시도를 한 나라는 15세기 초반부터 엔히크 왕자 아래에서 북아프리카를 탐험했던 포르투갈이었다. 초기의 성공에 고무됐고 인도로 가는 수익이 좋은 해상 무역로를 독점하는 데 주목한 포르투갈은 1488년 바르톨로메우 디아스의 지도 아래에 처음으로 희망봉에 도착했다. 9년 뒤인 1497년 마누엘 1세의 명령으로 항해자 바스쿠 다 가마의 배 네 척이 희망봉을 돌아 동아프리카 해안의 말린디를 너머 인도양을 건넌 뒤 인도 남쪽의 코지코드에 도달했다. 포르투갈 제국은 향신료 무역으로 성장한 가장 빠른 유럽 해상 제국이었다.
이 시기에 스페인과 포르투갈 제국 정부를 위해 일하는 탐험가들이 신대륙을 찾기 위해 노력했다. 1492년 크리스토퍼 콜럼버스는 서쪽으로 항해해서 인도로 가려고 했으나 지금의 바하마 제도에 도착했다. 콜럼버스는 그가 인도에 도착했다고 믿어 현지인들은 인디언(Indians; 인도인)라고 불렀다. 8년 뒤인 1500년 포르투갈의 항해자 페드루 알바르스 카브랄은 바스쿠 다 가마의 항로를 재현하려고 하다가 서풍을 맞고 지금의 브라질에 도착했다. 새로운 땅을 얻은 뒤 카브랄은 인도로 가는 항해를 다시 시작했고, 1500년 9월에 도착한 뒤 1501년 다시 포르투갈로 되돌아왔다.
포르투갈은 아프리카 해상 무역로의 완전한 지배권을 쥐었고 스페인은 수익이 좋은 무역에서 포르투갈과 경쟁할 희망을 얻기 위해서 다른 무역로를 찾아야만 했다. 스페인의 최초 시도는 콜럼버스와 함께 했으나 아시아와 유럽 사이의 미지의 대륙만 찾아냈다. 스페인은 마침내 페르디난드 마젤란과 함께 성공했다. 1520년 10월 21일 마젤란의 함대는 현재 마젤란 해협으로 알려진 곳을 통과해 아메리카의 태평양 해안가로 들어갔다. 1521년 3월 16일 마젤란 함대는 필리핀을 거쳐 말루쿠 제도에 도달해 효과적으로 아시아로 향하는 서쪽 향신료 무역로를 개척해냈다. 마젤란은 1521년 4월 27일 필리핀에서 막탄섬의 지도자 라푸라푸를 기독교로 개종시키기 위해 막탄섬에 갔다가 막탄 전투에서 라푸라푸의 습격을 받아 사망했다. 1522년 스페인으로 돌아올 때 남은 선원들은 최초로 지구를 일주한 사람이 됐다.

## 식민주의 하 무역

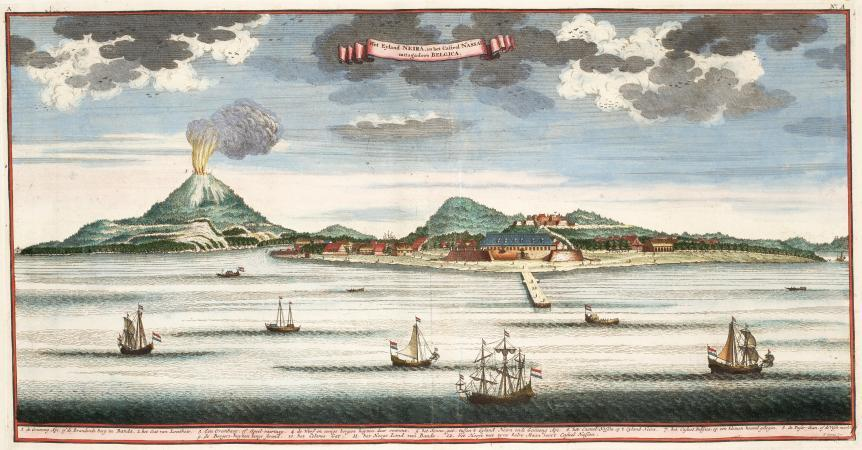
1724년 경 반다 제도의 모습. 반다 제도는 오랫동안 희귀한 육두구의 유일한 원산지였으며, 말루쿠 제도가 향신료섬으로서 명성을 쌓는 데 기여했다.

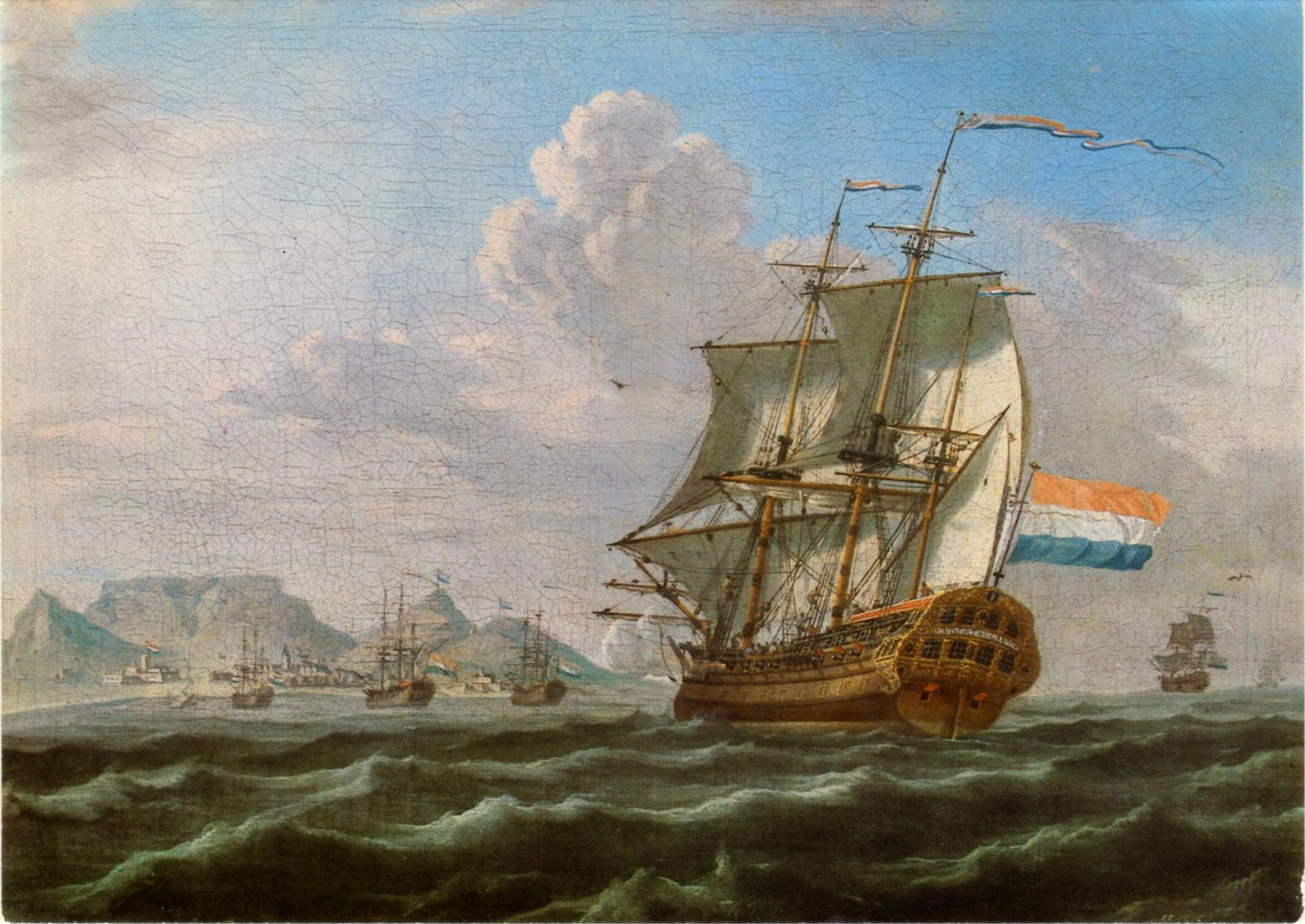
희망봉 케이프 식민지의 테이블 만에 정박중인 네덜란드 배. 작자 미상, 1762년

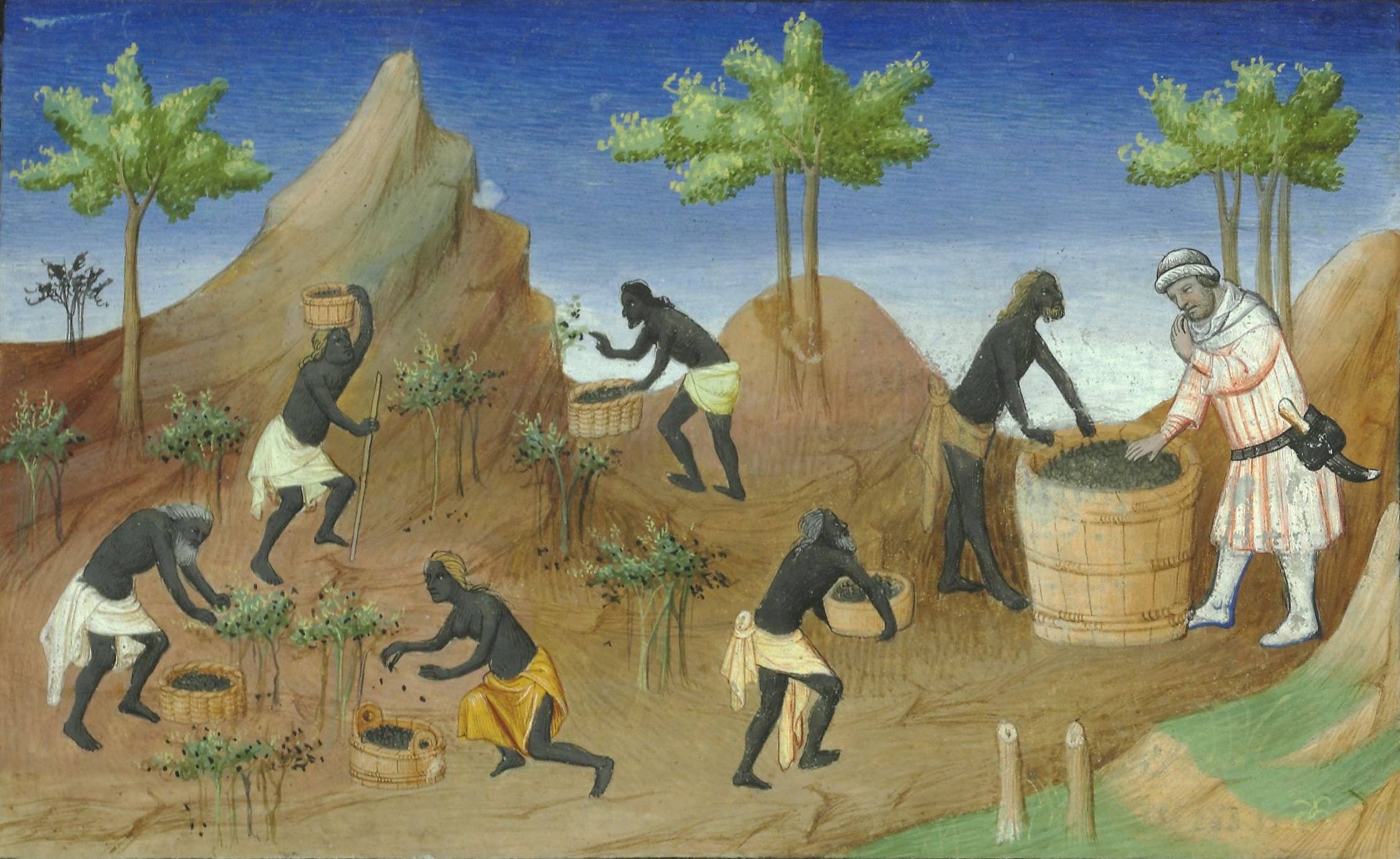
인도 남쪽의 코일룸에서 수확하는 후추. 후추는 유럽으로 수송되는 가장 수익이 좋은 무역 상품 가운데 하나였다. 그러나 대량의 인도양 수송은 쌀, 견목재, 주석, 철광석, 말, 삼, 직물, 다른 생활 필수품과 같은 화물들의 헌신 덕분이라는 사실이 향신료 무역의 꿈에 의해 쉽게 잊혀지곤 했다.

최초의 네덜란드 탐험대는 1595년 4월 암스테르담을 출발해 동남아시아를 향해 출발했다. 또 다른 네덜란드 수송대는 1598년 항해를 떠나 1년 뒤 육십만 파운드(약 272톤)의 향신료와 동인도의 다른 물품을들 가지고 돌아왔다. 네덜란드 동인도 회사는 정향과 육두구의 주요 원산지들과 동맹을 맺었다. 영국 동인도 회사는 17세기 초반에 많은 양의 향신료를 실어 날랐다.
2002년판 브리태니커 백과사전은 다음과 같이 기술하고 있다.
| “ | 1602년에 네덜란드 동인도 회사는 네덜란드 의회의 재가에 의해 설립됐다. 1664년에 프랑스 동인도 회사는 루이 14세 아래 국가의 허가에 의해 설립됐다. 다른 유럽 나라들도 다양한 성공과 함께 동인도 회사의 인가증을 부여했다. 이에는 무역의 이익과 독점 지배권을 차지하기 위한 투쟁과 정복이 따랐다. 100년 넘게 포르투갈이 우세한 강국이었으나, 결국 정복과 영국 및 네덜란드 회사들에게 자리를 내주었다. 19세기가 되자 영국의 이익은 인도와 스리랑카에 깊게 뿌리박혀 있었고, 네덜란드는 동인도 제도 지역의 대부분을 지배하고 있었다. | ” |

잦아지는 경쟁은 경쟁국들이 향신료 무역을 지배하기 위해 군사적 수단에 의지하게끔 만들었다. 1641년에 네덜란드는 포르투갈령 말루쿠 제도를 점령했다. 네덜란드는 점령지에서 정향과 육두구 농장을 집중적으로 두었고 1652년 체결된 바타비아 조약을 이용하여 중요한 향신료 시장을 지배하고 공급량을 억제하기 위해 다른 섬들의 나무들을 파괴했다. 이 시도는 무역의 고전적 양식을 깨뜨렸고 특히 반다 제도를 포함한 전체 섬의 인구 감소를 이끌었다.
말루쿠 제도는 향신료 무역에서 중요한 통관항이 됐다. 향신료 역사를 연구했고 케임브리지 대학교 부교수를 지낸 로빈 던킨은 2003년 그의 책 동과 서의 사이에서: 유럽 세력의 도착 전까지의 말루쿠 제도와 향신료의 흐름(Between East and West: The Moluccas and the Traffic in Spices Up to the Arrival of Europeans)에서 다음과 같이 서술했다.
| “ | 남아시아와 동아시아의 다른 지역 사이에서의 유럽인들의 무역은 가끔 모국에 공급하는 것보다 더 이익이 됐다. 1530년대에 포르투갈은 모국보다 인도와 호르무즈에 더 많은 양의 정향과 육두구, 메이스를 수송했다. 호르무즈의 상인들은 페르시아, 아라비아, 아시아 전역, 멀게는 터키에까지 향신료들을 넘겨준 무어인 상인들이었다. 적어도 17세기부터 포르투갈과 네덜란드는 같은 상품들을 벵골로 가지고 갔다. 영국 상인들은 그들이 수라트와 다른 인도와 페르시아의 근거지에서 확연하게 잘 판매했다는 사실을 알아냈다. 1620년과 1740년 사이에 네덜란드는 특히 정향을 포함한 향신료의 ⅓ 이상을 아시아, 페르시아, 아라비아, 인도에 판매했다. 일본에는 향신료가 마카오에서부터 온 포르투갈이나 포르투갈 뒤에 온 네덜란드에 의해 전해졌지만, 17세기 초반 일본의 정향과 다른 향신료 수요는 일반적으로 적었고 그에 따라 가격은 낮았다. | ” |

영국령 피낭섬은 1786년 후추 항구로 설립됐다. 18세기 동안 영국은 인도의 프랑스 지역을 점령했고, 그 뒤 더 동쪽의 네덜란드를 공격적으로 살피기 위해 이동했다. 영국의 영향력이 커지면서 네덜란드 동인도 회사의 지위는 약해졌다.
1585년, 서인도 제도에서 온 배들이 인도와 중국 남부 원산의 생강 대량을 싣고 유럽에 도착했다. 이는 아시아의 향신료가 신대륙에서 성공적으로 자란 첫 사례가 됐다. 그러나 18세기 중엽까지 식물들이 원산지 밖에서는 잘 자라지 못한다는 생각이 있었으며, 당시의 저명한 식물학자 게오르크 에베르하르트 룸피우스 등이 이 사실을 뒷받침했다. 18세기 초반에 유럽과 말레이 반도에서 여러 번의 식물 이식 실험이 성공하자 룸피우스의 이론은 의심을 받았다.
1815년이 되자 수마트라섬에서 자란 육두구가 유럽으로 수송됐다. 더욱이 그레나다와 같은 서인도 제도의 섬들도 향신료 무역에 참여하게 됐다.
티모르섬의 백단향과 티베트의 향은 18세기 초반에 중국에서 높이 평가받았다. 동아시아에서는 불상같은 공예품을 만들기 위해 필요한 백단향 상품에 일반적인 관심을 가졌다.
19세기 중엽에는 인공 냉각 기술의 출현으로 향신료 소비와 무역은 전반적으로 감소했다.

## 문화 교류
동남아시아에서는 힌두교와 불교 후원자들이 거금을 맡겼는데 이는 후에 단지 경영, 수공예, 무역 촉진을 통해 지역 경제에 도움을 주기 위해 쓰였으며, 이에 따라 힌두교와 불교는 무역과 상업 활동과 연관됐다. 특히 불교는 해상 무역과 화폐 제도 촉진, 예술 및 문학과 함께 이동했다. 이슬람교는 동쪽으로 퍼져 나가 10세기 동남아시아의 해상 국가들에 전파됐다. 이슬람 상인들은 무역에서 중요한 역할을 수행했다. 프란치스코 하비에르와 같은 기독교 선교사들은 기독교의 동방 전파에서 중요한 역할을 했다. 기독교는 말루쿠 제도에서 우세한 종교가 되기 위해 이슬람교와 경쟁했다. 그러나, 말루쿠 제도의 원주민들은 두 종교의 양상을 쉽게 수용했다.
포르투갈 식민지 정착촌에서는 구자라트 바이샤 상인, 남 인도 체티 상인, 아시리아인 상인, 중국 푸젠성 출신 상인, 아덴 출신 아랍 상인들이 향신료 무역에 참여했다. 인도와 중국의 많은 서사시, 언어, 관습 등은 동남아시아에서 차용됐다. 포르투갈어 지식은 무역에 참여하는 상인들에게 필수적인 것이 됐다.
향신료 무역에 참여한 인도 상인들은 동남아시아의 말레이시아와 인도네시아 지방에 인도 요리를 전파했고, 혼합 향신료와 커리가 유명해졌다. 유럽인들은 인도인들과 결혼해 인도에서 빵 굽기와 같은 중요한 요리 기술을 대중화했다. 또한 포르투갈인들은 인도에 식초를 가져왔으며, 프란치스코회 사제들은 코코넛 토디로 식초를 만들었다. 1811년 영국에서는 특권층 시설이 인도에 호기심이 있거나 인도에서 돌아온 이들의 입맞에 맞추어 인도 요리를 제공하면서 인도 요리를 유럽의 식탁에서도 볼 수 있게 됐다.

## 최근 현황
| 세계 향신료 생산량, 2011년 | 세계 향신료 생산량, 2011년 | 세계 향신료 생산량, 2011년 |
| -------------------------- | -------------------------- | -------------------------- |
| 국가                       | 생산량 (톤)                | 점유율                     |
| 인도                       | 1,525,000                  | 72.7%                      |
| 방글라데시                 | 139,775                    | 6.7%                       |
| 튀르키예                   | 113,783                    | 5.4%                       |
| 중국                       | 95,890                     | 4.6%                       |
| 파키스탄                   | 53,620                     | 2.6%                       |
| 이란                       | 21,307                     | 1.0%                       |
| 네팔                       | 20,905                     | 1.0%                       |
| 콜롬비아                   | 19,378                     | 0.9%                       |
| 에티오피아                 | 17,905                     | 0.9%                       |
| 스리랑카                   | 8,437                      | 0.4%                       |
| 기타                       | 81,889                     | 3.9%                       |
| 총계                       | 2,097,889                  | 100%                       |

## 같이 보기
- 비단길(실크로드)
- 비아 살라리아
- 일대일로(BRI, B&R, OBOR)

## 참고 문헌
- Fage, J. D., The Cambridge History of Africa Volume 2, Cambridge University Press, 1978년
- Donkin, R. A., Between East and West: The Moluccas and the Traffic in Spices Up to the Arrival of Europeans, American Philosophical Society, 2003년
- Hasan, Masudul, History of Islam Volume I, Islamic Publications, 1987년
- Corn, Charles; Glasserman, Debbie, The Scents of Eden: A History of the Spice Trade, Kodansha International, 1999년
- Rawlinson, H. G., Intercourse Between India and the Western World, Asian Educational Services, 2001년
- Shaw, Ian, The Oxford History of Ancient Egypt, Oxford University Press, 2003년
- Najovits, Simson, Egypt, Trunk of the Tree, Vol. 2, Algora Publishing, 2004년
- Lach, Donald F., Asia in the Making of Europe, Volume I, University of Chicago Press, 2004년
- Ball, Warwick, Rome in the East: The Transformation of an Empire, Routledge, 2000년
- Crone, Patricia, Meccan Trade and the Rise of Islam, Gorgias Press LLC, 2004년
- Collingham, Lizzie, Curry: A Tale of Cooks and Conquerors, Oxford University Press, 2005년